# Законодавчі збори Севастополя

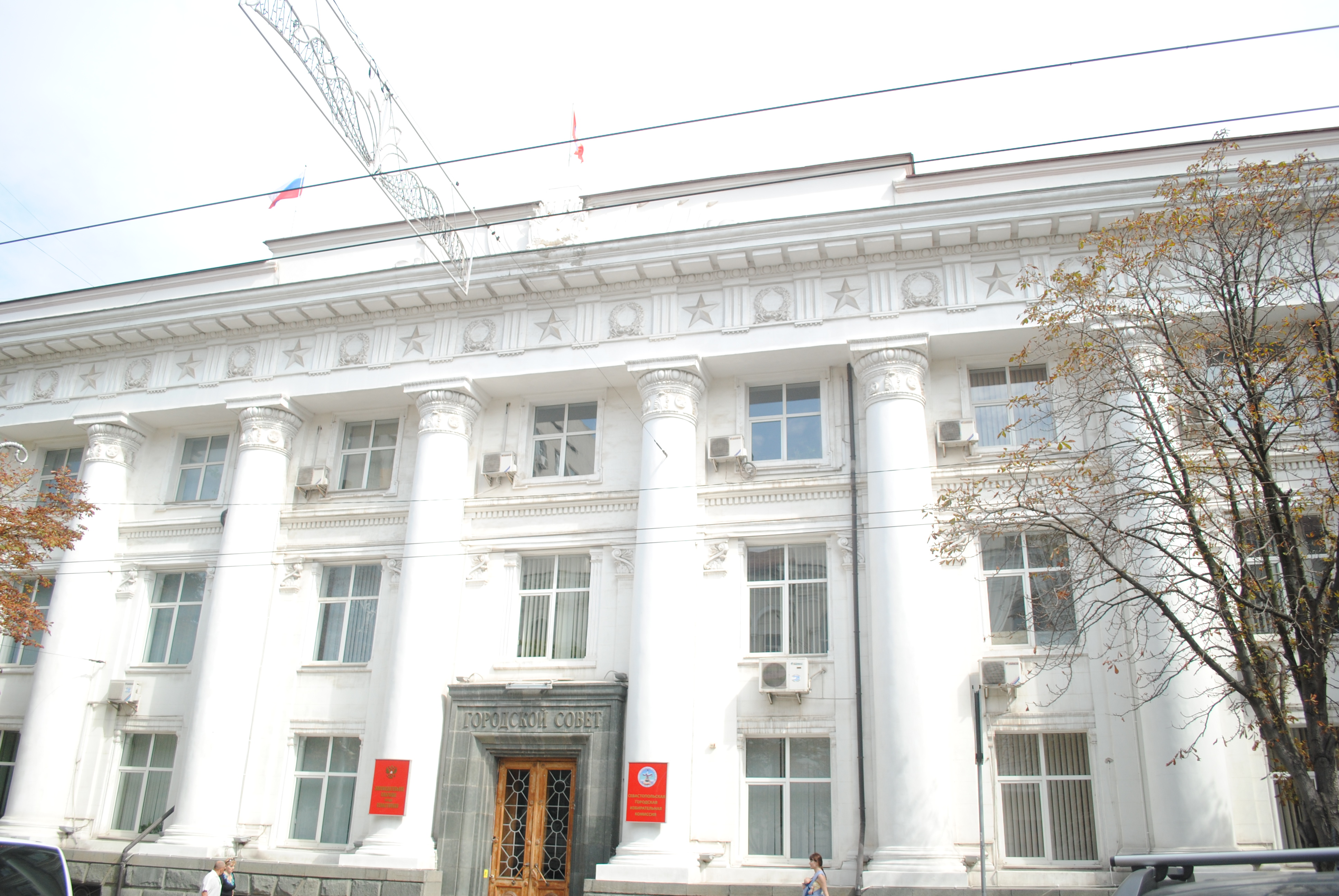
Законодавчі збори Севастополя

Законодавчі збори Севастополя — незаконний орган тимчасової окупаційної влади РФ в Севастополі, який Росія вважає частиною Південного федерального округу. Складається з 24 депутатів, обраних на 5 років.
«Вибори» до законодавчих зборів проводилися в 2014 і в 2019 роках. Друге скликання «Зборів» Севастополя було обрано в єдиний день голосування 8 вересня 2019 року. У парламент пройшли шість партій.

## Історія створення
«Законодавчі збори» Севастополя утворено 17 березня 2014 року після початку тимчасової окупації АР Крим Росією шляхом перейменування Севастопольської міської ради, представницького органу місцевого самоврядування міста.
18 березня 2014 року за версією російських політиків воно стало парламентом суб'єкта РФ — «міста федерального значення Севастополя».
14 вересня 2014 року відбулися перші після початку окупації вибори міського парламенту; Єдина Росія отримала 22 мандати, ЛДПР — 2.
Представник в Раді Федерації Федеральних зборів Російської Федерації — Алтабаєва Катерина Борисівна.
8 вересня 2019 року відбулися другі вибори міського «парламенту»; Єдина Росія отримала 15 мандатів, КПРФ, ЛДПР — 3, СР — 1, Зелені — 1, Партія пенсіонерів — 1.

## Керівники
- Олексій Чалий, Єдина Росія (22 вересня 2014 року — 22 березня 2016 року);
- Катерина Алтабаєва, Єдина Росія (6 вересня 2016 — 14 вересня 2019 року);
- Володимир Нємцев, Єдина Росія (з 14 вересня 2019 року).

## Фракції другого скликання
- Єдина Росія — Лобач Тетяна Георгіївна (15);
- ЛДПР — (3);
- Справедлива Росія — (1);
- КПРФ — (3);
- Партія «Зелені» — (1);
- Російська партія пенсіонерів — (1).